# 4935 Maslachkova
A 4935 Maslachkova (ideiglenes jelöléssel 1985 PD2) a Naprendszer kisbolygóövében található aszteroida. Nyikolaj Sztyepanovics Csernih fedezte fel 1985. augusztus 13-án.